# Traian Iordache
Traian Iordache (ur. 10 października 1911 w Bukareszcie, zm. 3 kwietnia 1999) – rumuński piłkarz grający na pozycji napastnika. W swojej karierze rozegrał 3 mecze w reprezentacji Rumunii.

## Kariera klubowa
Karierę piłkarską Iordache rozpoczynał w klubie Teișor Bukareszt. Następnie został zawodnikiem Unirei Tricolor Bukareszt. W 1932 roku awansował do kadry pierwszego zespołu, a od 1936 roku zaczął w nim grać w pierwszej lidze rumuńskiej. Zadebiutował w niej 30 sierpnia 1936 w wygranym 8:1 domowym meczu z Chinezulem Timișoara, w którym zdobył gola. 
W sezonie 1936/1937 z 21 golami został ze Ștefanem Dobayem współkrólem strzelców ligi. W 1938 roku odszedł z Unirei Tricolor do Venusu Bukareszt. W 1939 i 1940 roku został z Venusem mistrzem Rumunii. W 1945 roku przeszedł do Carmenu Bukareszt, a w 1946 roku zakończył karierę piłkarską.

## Kariera reprezentacyjna
W reprezentacji Rumunii Iordache zadebiutował 9 maja 1938 roku w przegranym 0:1 towarzyskim meczu z Jugosławią. Od 1938 do 1942 roku rozegrał w kadrze narodowej 3 spotkania.
| Mecze i gole w reprezentacji | Mecze i gole w reprezentacji | Mecze i gole w reprezentacji | Mecze i gole w reprezentacji | Mecze i gole w reprezentacji | Mecze i gole w reprezentacji | Mecze i gole w reprezentacji |
| #                            | Data                         | Stadion                      | Rywal                        | Wynik                        | Gol                          | Rozgrywki                    |
| 1938                         | 1938                         | 1938                         | 1938                         | 1938                         | 1938                         | 1938                         |
| ---------------------------- | ---------------------------- | ---------------------------- | ---------------------------- | ---------------------------- | ---------------------------- | ---------------------------- |
| 1.                           | 08.05.1938                   | Bukareszt, Rumunia           | Jugosławia                   | 0:1                          | 0                            | towarzyski                   |
| 1942                         |                              |                              |                              |                              |                              |                              |
| 2.                           | 16.08.1942                   | Bytom, III Rzesza            | III Rzesza                   | 0:7                          | 0                            | towarzyski                   |
| 3.                           | 23.08.1942                   | Bratysława, Słowacja         | Słowacja                     | 0:1                          | 0                            | towarzyski                   |